# Tom Strong
Tom Strong est à la fois un comic book et le héros de cette histoire créé par le scénariste Alan Moore et le dessinateur Chris Sprouse initialement publié par America's Best Comics, une des marques de la division Wildstorm de DC Comics. Tom Strong, le personnage titre, est un «héros de la science», avec une femme, Dhalua, et une fille, Tesla, à la fois avec des capacités physiques et mentales améliorées et de la longévité. Il vit dans un bâtiment appelé The Stronghold à Millennium City. Il est également aidé par Pneuman, un robot à vapeur, et le roi Salomon, un gorille avec des caractéristiques humaines. Son plus grand ennemi est le «méchant de la science», Paul Saveen. La série explore de nombreux horizons et univers différents, qui sont un clin d'œil à différents genres de la culture littéraire populaire. Les personnages principaux sont les hommages et les parodies des personnages pulp. 
Des spin-off incluent Terrific Tales de Tom Strong, Terra Obscura et One-shot The Many Worlds de Tesla Strong. Une série limitée intitulée Tom Strong and the Planet of Peril a été publiée en 2013 par Vertigo.
En 2018, Tom Strong est apparu dans la série The Terrifics par DC Comics sur un groupe du même nom formé par Mr. Terrific, Metamorpho, Plastic Man et Phantom Girl.